# Bukit Intan Makmur
Bukit Intan Makmur is een bestuurslaag in het regentschap Rokan Hulu van de provincie Riau, Indonesië. Bukit Intan Makmur telt 1489 inwoners (volkstelling 2010).